# Gamow Bag
Gamow Bag är en portabel övertryckskammare gjord i tyg och plast, stor nog att rymma en liggande människa. Genom att pumpa upp denna med en fotpump så kan man uppnå ett högre lufttryck som motsvarar en nedstigning med cirka tvåtusen meter. Genom att fortsätta pumpa mot den inbyggda övertrycksventilen så förhindrar man att det byggs upp skadliga koldioxidnivåer i kammaren. Gamow Bag används för att behandla höjdsjuka.